# 杨德清
杨德清（1942年9月—），湖北应城人。中国人民解放军上将。

## 生平
1963年12月，参加中国人民解放军。1964年10月，加入中国共产党。1974年2月至1977年3月任武汉军区政治部秘书处秘书。
1977年3月至1982年8月任陆军团副政治委员。1982年8月至1983年2月任陆军团政治委员。1983年2月至1984年4月，任陆军163师政治部主任。1984年4月至1985年8月，任163师政治委员。1985年8月至1989年10月，任中国人民解放军第42集团军政治部主任。1989年10月至1990年6月，任解放军军事经济学院政治部主任。1990年6月至1991年12月，任解放军军事经济学院政治委员。1991年12月至1994年12月，任解放军总后勤部政治部主任。1994年12月至1999年5月，任中央军委纪委副书记，解放军总后勤部副政治委员兼纪委书记。1999年5月，起任成都军区政治委员、军区党委书记。1990年7月，晋升为少将军衔，1996年7月，晋升为中将军衔。
2003年至2007年，任广州军区政委，2004年6月晋升为上将。2008年3月十一届全国人大华侨委员会副主任委员。 
此外他担任中共第十六届中央委员，中共十四大、十五大，相继当选为中央纪律检查委员会委员。